# Grünkern

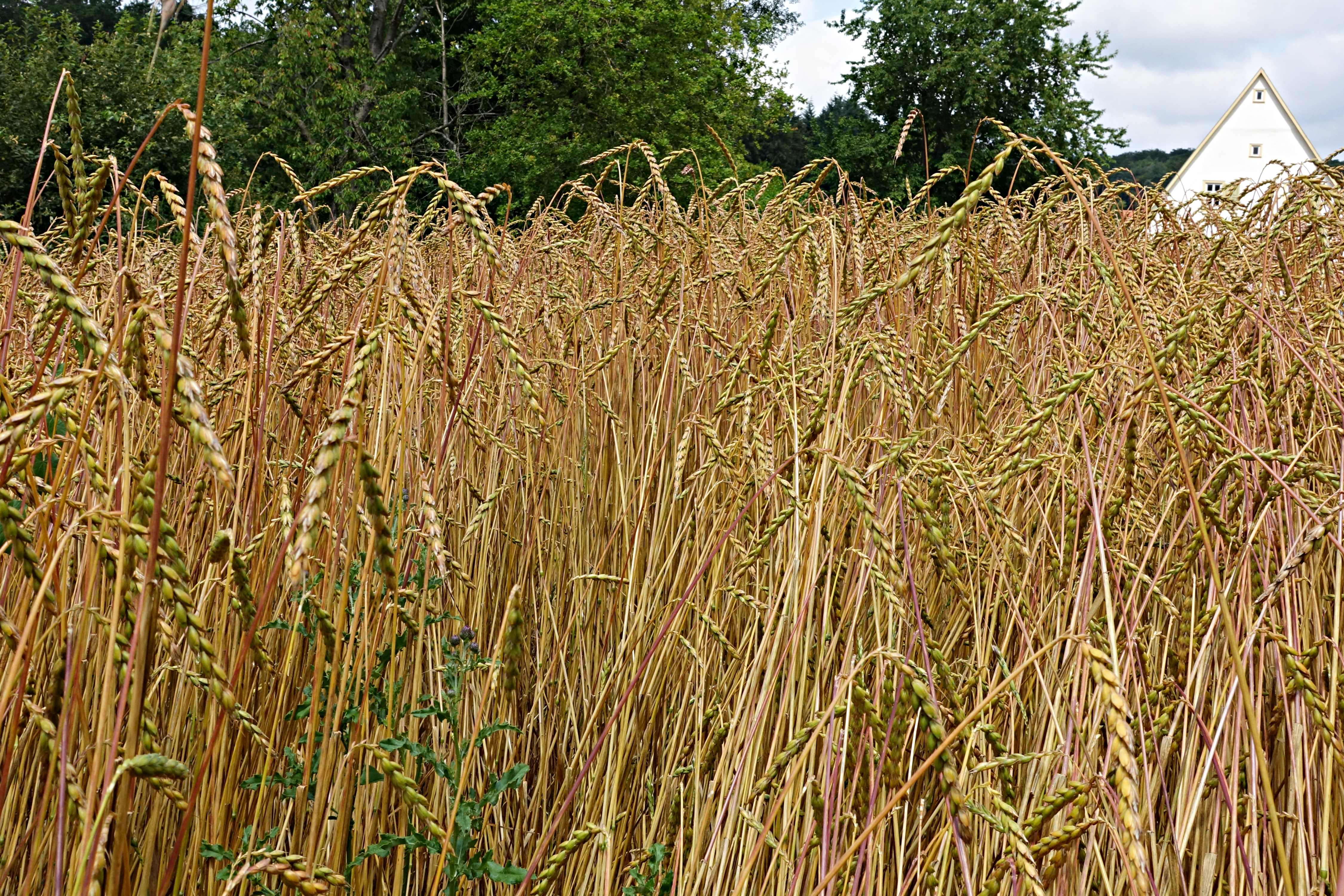
Dinkelhalme, unmittelbar vor der Ernte zur Herstellung von Grünkern

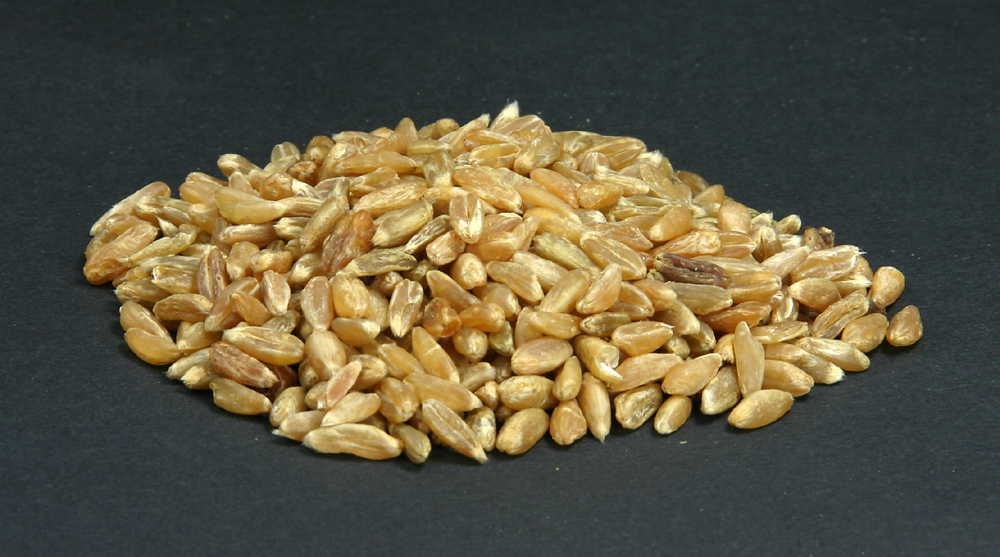
Grünkern, entspelzt

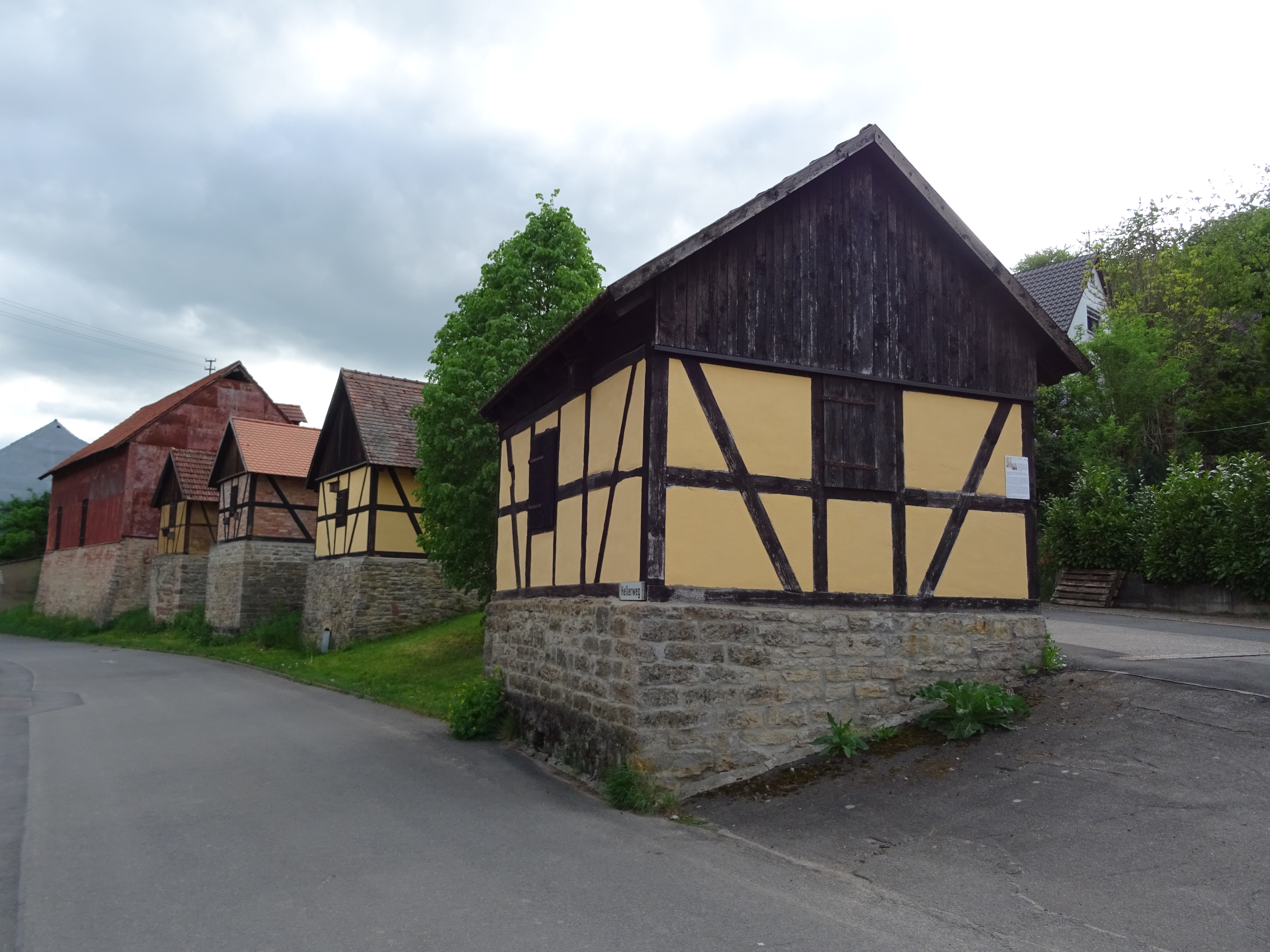
Grünkerndarren in Walldürn – Altheim, Hellerweg

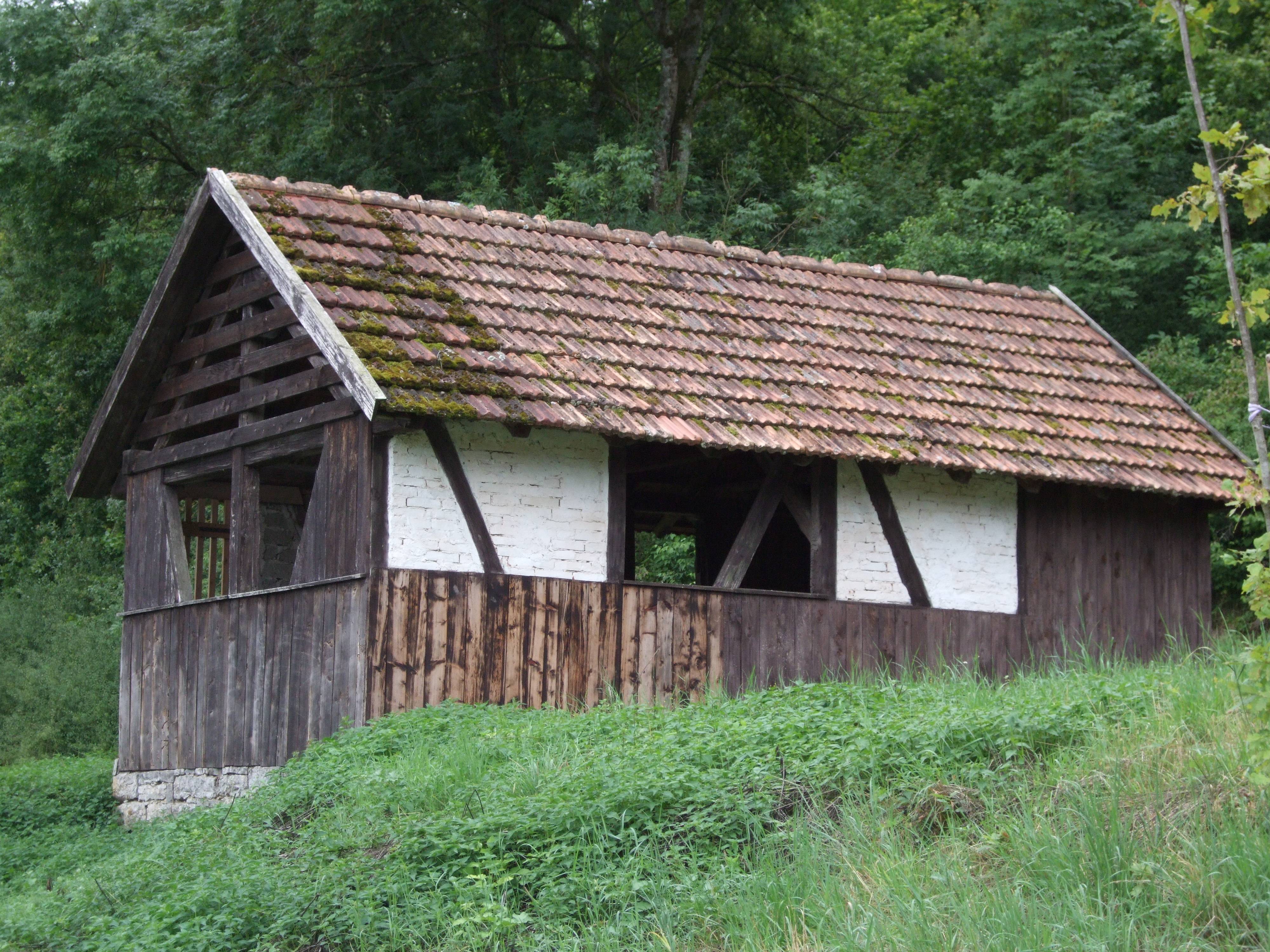
Grünkerndarrhaus, Sindolsheim, „Bauland“, Baden-Württemberg

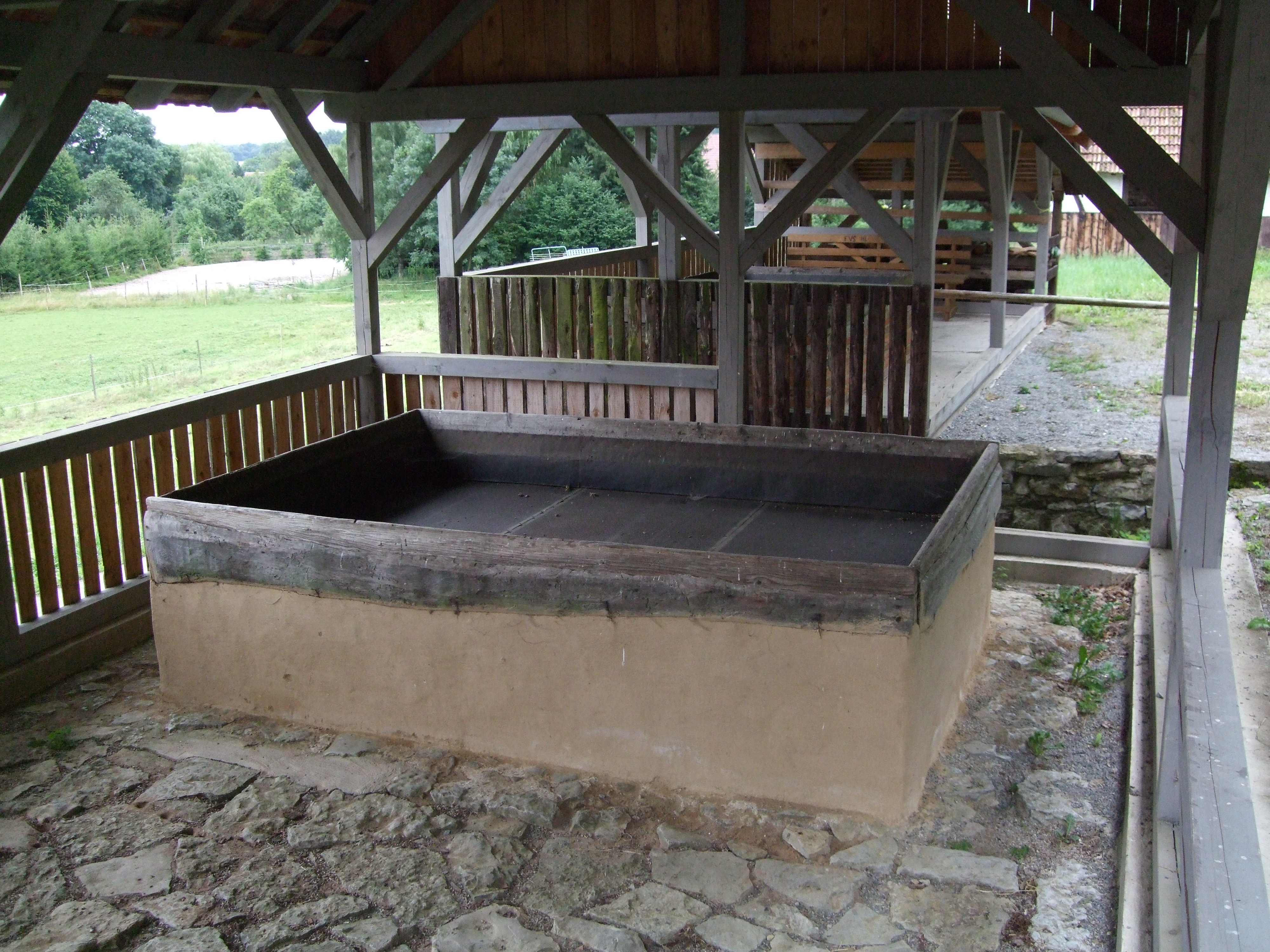
Grünkerndarrpfanne

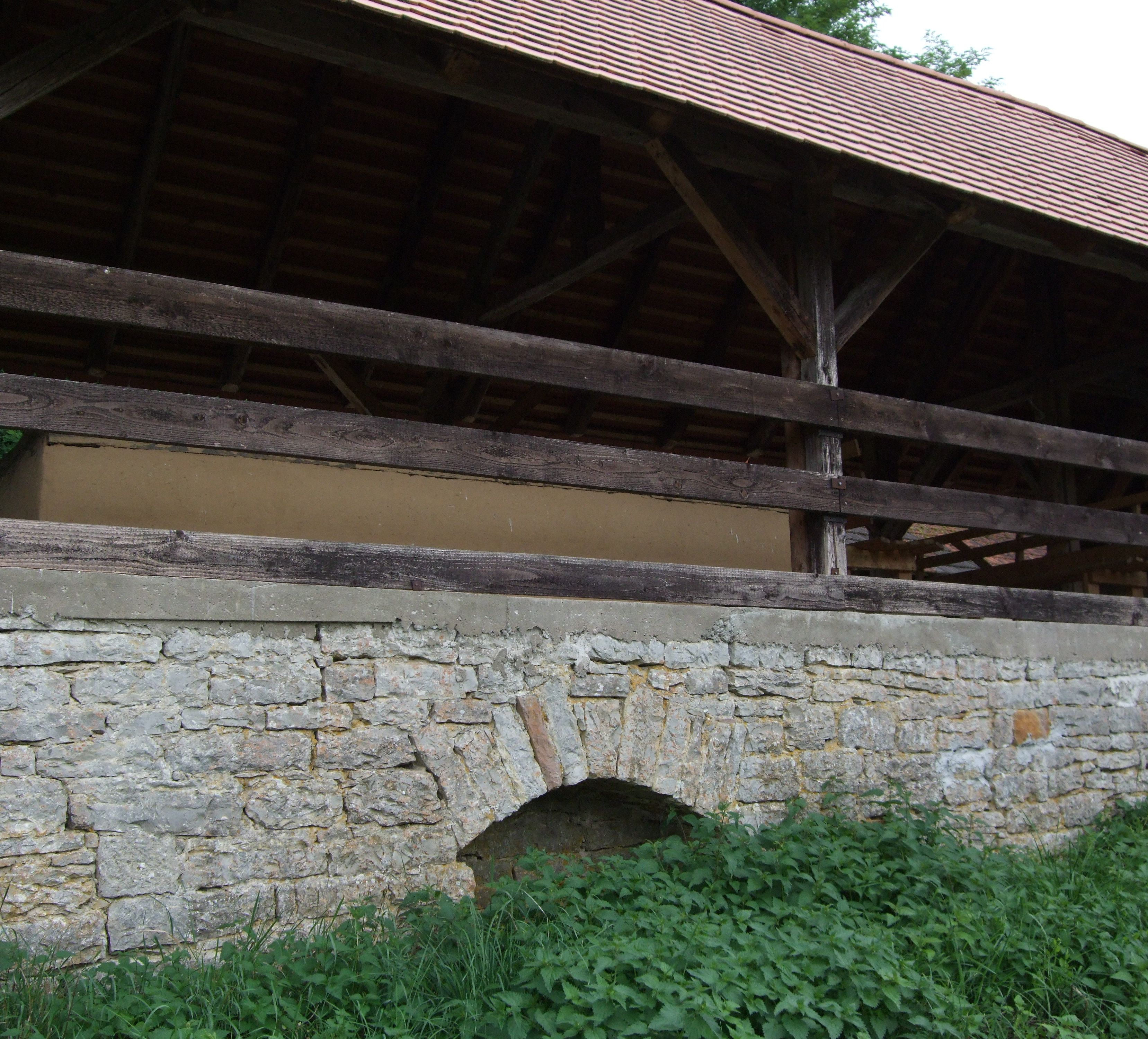
Schürloch für das Feuer unter einer Grünkerndarrpfanne

Grünkern (auch Grünkorn) ist das Korn des Dinkels, das halbreif geerntet und unmittelbar darauf künstlich getrocknet wird. Ursprünglich wurde der Dinkel als Reaktion auf Schlechtwetterperioden, welche die Ernte vernichteten, vor der Reife (in der sogenannten „Teigreife“ mit ca. 50 % Kornfeuchte) geerntet. Dies hatte zudem den Vorteil, dass das noch grüne Stroh flechtbar war. Da die getrockneten Kerne – mit Wasser gekocht – wohlschmeckend waren, entwickelte sich die Tradition, einen Teil des Dinkels bereits als grünes Korn zu ernten.

## Herstellung und Verwendung
Als Wintergetreide wird der für Grünkern bestimmte Dinkel schon Ende Juli eingebracht und anschließend gedarrt – traditionell über einem Buchenholzfeuer oder modern in Heißluftanlagen. Dadurch wird der Grünkern haltbar gemacht (nur noch ca. 13 % Kornfeuchte) und erhält sein typisches Aroma. Vor der Weiterverarbeitung muss der Grünkern noch in einer Schälmaschine oder einem Gerbgang von seinen Spelzen befreit werden („Gerben“ des Getreides). Ein Teil der Spelzen wird als Füllung für kleine Kopfkissen verwendet. Grünkern wird in Form von Graupen, Grieß, Flocken oder Mehl als Suppeneinlage, für Bratlinge und Klöße genutzt. Der Rest wird als Viehfutter verwendet. Während reif geernteter Dinkel zum Brotbacken geeignet ist, ist Grünkernmehl dafür ungeeignet.

## Darre
Durch das Darren bei 120–150 °C auf der Darrpfanne, einer speziellen Grünkerndarre, erhält der Grünkern durch die Hitzeentwicklung und den Buchenholzrauch seinen spezifischen Geschmack. Hohe Qualität zeigt sich nach dem Darren in einer olivgrünen Farbe des Grünkerns. Ist er hingegen schon bräunlich geworden, also geröstet, gilt er als minderwertig.
Das Klebereiweiß des Grünkerns wird durch das Darren verändert. Das daraus hergestellte Mehl ist nicht mehr backfähig. Grünkern wird ganz oder geschrotet in Suppen und als Bratling verwendet.

## Geschichte
Grünkern ist nach verschiedenen Berichten in Süddeutschland vor mehreren hundert Jahren erstmals hergestellt worden. Erstmals urkundlich erwähnt wird Grünkern im Jahre 1660 in einer Kellereirechnung des Klosters Amorbach. Er wurde schon damals als Suppeneinlage verwendet. Anfänglich wurde zum Trocknen noch die Restwärme der Backhäuser genutzt.
Die Haupterntezeit Ende Juli fand auch Eingang in mundartliche Bauernregeln, zum Beispiel „Christine, Jagowi, Sankt Anne is Ern! / Schneid’t mer kee Korn, / so schneid’t mer doch Keern.“ (Christophorus, Jakobus, Sankt Anna ist Ernte! / Schneiden wir kein Korn, / so schneiden wir doch Grünkern.)
Seine breite Nutzung ging bis in die 1930er Jahre, wo er im auf Autarkie bedachten Dritten Reich als „deutsche Suppenfrucht“ und als Ersatz für Getreideeinfuhren aus dem Ausland galt. Mit der verbesserten Nahrungsmittelversorgung auch in ländlichen Gebieten seit den Jahren des Wirtschaftswunders ging seine Verbreitung zurück, die Tradition der Herstellung blieb aber erhalten oder wurde wiederbelebt. Aber auch Nahrungsmittelhersteller wie die Firma Knorr in Heilbronn (heute Unilever Deutschland GmbH) verarbeiten Grünkern: Vermahlen oder geschrotet ist Grünkern noch heute ein wichtiger Bestandteil von Fertigsuppen.

## Anbauregion und Herkunftsschutz
Als „Heimat des Grünkerns“ bezeichnet man einen Landstrich in Nordbaden: das Bauland. Der hier erzeugte „Fränkische Grünkern“ ist seit dem 8. April 2015 als geschützte Ursprungsbezeichnung europaweit geschützt. Dabei ist die Produktion auf die Landkreise Hohenlohekreis, Main-Tauber-Kreis und Neckar-Odenwald-Kreis in Baden-Württemberg sowie die Landkreise Miltenberg und Würzburg in Bayern beschränkt.
Im Bauland verfügen heute noch viele Dörfer über Grünkerndarren, die wegen der starken Rauchentwicklung außerhalb der örtlichen Wohnbebauung errichtet wurden. Bisweilen wird Grünkern auch „Badischer Reis“ genannt.

## Durchschnittliche Zusammensetzung
Die Zusammensetzung von Grünkern schwankt naturgemäß, sowohl in Abhängigkeit von der Sorte, den Umweltbedingungen (Boden, Klima) als auch von der Anbautechnik (Düngung, Pflanzenschutz).
Angaben je 100 g essbarem Anteil:
| Bestandteile  |         |
| ------------- | ------- |
| Wasser        | 12,5 g  |
| Eiweiß        | 10,8 g  |
| Fett          | 2,7 g   |
| Kohlenhydrate | 63,2 g* |
| Ballaststoffe | 8,8 g   |
| Mineralstoffe | 2,0 g   |

| Mineralstoffe |         |
| ------------- | ------- |
| Natrium       | 3 mg    |
| Kalium        | 445 mg  |
| Magnesium     | 130 mg  |
| Calcium       | 20 mg   |
| Eisen         | 4,2 mg  |
| Kupfer        | 0,26 mg |
| Phosphor      | 410 mg  |

* Differenzberechnung
Der physiologische Brennwert beträgt 1358 kJ (320 kcal) je 100 g essbarem Anteil.

## Ähnliche Nahrungsmittel
- Freekeh aus geröstetem Hartweizen ist in Nordafrika und im östlichen Mittelmeerraum verbreitet.[7]
- Tsampa ist ein traditionelles Grundnahrungsmittel in Tibet[8].
- Farina Bóna ist geröstetes Maismehl im Schweizer Tessin.
- Gofio ist auf den Kanarischen Inseln bekannt.